# William Dunbar
William Dunbar (c. 1460 - c. 1520) fue un poeta cortesano o makar escocés, probablemente nacido en East Lothian.

## Biografía
Su nombre aparece por vez primera en 1477 en el registro de la Facultad de Artes de la Universidad de Saint Andrews, donde obtuvo los títulos de bachiller y maestro. Se unió luego a la orden franciscana en Saint Andrews (o Edimburgo) y viajó por Francia como monje errante o goliardo. Pasó algunos años en Picardía, donde se encuentra cuando fue enviada una embajada de Gran Bretaña en 1491 dirigida por Bothwell para encontrar una novia al joven rey Jacobo IV de Escocia. Se unió a esta embajada que terminó por encontrar en 1501 a Margarita Tudor y marchó e nuevo a Escocia junto a Andrew Forman, obispo de Moray.
En Escocia se transformó en clérigo y frecuentó la Corte, donde se le dio una pensión como servidor, se ignora en qué función; fue en esa ocasión cuando comenzó a escribir. Fue autor de la célebre alegoría The Thrissil and the Rois / El Cardo y la Rosa (1530), sobre la unión de Escocia e Inglaterra en conmemoración del matrimonio de Margarita Tudor de Inglaterra con el rey Jacobo en 1503; de un debate retórico con Walter Kennedy; de una especie de danza macabra, Lament for the Makars; de la vivacísima y grotesca Dance of the sevin deidly synnis / Danza de los siete pecados capitales (1503-1508); de la sátira misógina The twa maryit women and the wedo (de alrededor de 1508) y diversos pequeños poemas religiosos y meditativos. Todos los datos que tenemos sobre él pertenecen a esa época hasta 1520. Aparecen en sus poemas o los registros reales de pago de pensiones.
En sus poemas se muestra a veces personal; por ejemplo como pedigüeño goliardo al rogar al rey un beneficio eclesiástico (Quone Mony Benefices Vakit) o un modesto nuevo traje para celebrar la Navidad (The Petition of The Gray Horse). En el poema Schir, Ye Have Mony Servitouris deja claro sin embargo su orgullo y valor como poeta para el rey y el país. En otras obras Dunbar pareció revelar otros aspectos de su vida íntima. En Lament for the Makaris realiza una amarga reflexión sobre la mortalidad al recordar a sus compañeros poetas cortesanos o makars ya fallecidos. En Meditatioun En Wyntir reflexiona sobre la vejez y sus ambiciones frustradas, mientras que en On His Heid-Ake intenta excusar su escasa actividad hablando de su migraña.
A veces desenfadado y desinhibido en su lenguaje, Dunbar posee el anecdótico récord de haber sido el primer autor cuyo texto contiene la palabrota fuck. Escrito en 1503 (e impreso en 1508), su poema Brash of Wowing contiene en efecto los versos:
Yit be his feiris he wald haif fukkit: / Ye brek my hairt, my bony ane.
Un poema, Quhen the Governour Past in France, que describe la partida del regente John Stewart, duque de Albany, hacia Francia (1517), se atribuye a Dunbar en los llamados Manuscritos Maitland, sugiriendo que todavía estaba activo en ese tiempo. Pero en la obra de Sir David Lyndsay The Testament and Complaynt of the Papyngo de 1530 este aparece como ya fallecido. La fecha de su muerte se ignora.

## Obras
La edición digital de los impresores Chepman & Myllar (National Library of Scotland) contiene las publicaciones siguientes de Dunbar:
- The Golden Targe
- The Flyting of Dunbar and Kennedy
- The Ballade of Lord Bernard Stewart
- The Tua Mariit Wemen and the Wedo
- Lament for the Makars, una especie de danza macabra
- Kynd Kittok
- The Testament of Mr Andro Kennedy